# Nagisa Sakurauchi
Nagisa Sakurauchi (櫻内 渚?, Sakurauchi Nagisa; Osaka, 11 agosto 1989) è un calciatore giapponese, difensore del Taichung Futuro.

## Carriera
Vanta 77 presenze nella massima serie giapponese con il Júbilo Iwata.

## Palmarès

### Nazionale
- Universiadi:   1

Shenzen 2011